# John Littlejohn

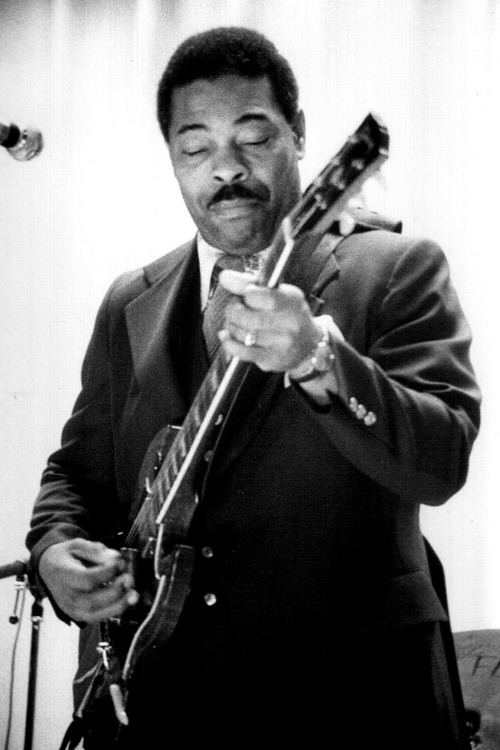
Littlejohn en 1978

John Wesley Funchess (16 de abril de 1931 – 1 de febrero de 1994)  conocido profesionalmente como John (o Johnny) Littlejohn, fue un guitarrista de slide de blues eléctrico estadounidense.  Estuvo activo en el circuito de blues de Chicago desde la década de 1950 hasta la de 1980. 

## Biografía
Nacido en Lake, Mississippi y aprendió a tocar blues con Henry Martin, un amigo de su padre. En 1946 dejó su casa y viajó mucho, pasando un tiempo en Jackson, Mississippi; Arkansas; Rochester, Nueva York; y Gary, Indiana.  Se instaló en Gary en 1951, jugando siempre que era posible en el área cercana de Chicago. A través de sus conexiones en Gary, conoció a Joe Jackson, el patriarca de la familia musical Jackson, y se dice que Littlejohn y su banda sirvieron como banda de ensayo ocasional para los Jackson 5 a mediados y finales de la década de 1960.
Tocaba regularmente en clubes de Chicago (fue filmado por el baterista Sam Lay tocando con la banda de Howlin' Wolf alrededor de 1961), pero no realizó ninguna grabación de estudio hasta 1966, cuando grabó sencillos para varios sellos discográficos .  Más tarde ese año grabó un álbum para Arhoolie Records y cuatro canciones para Chess Records . Las pistas de ajedrez no se publicaron en ese momento. 
Grabó algunos sencillos para pequeños sellos locales, pero no grabó otro álbum hasta 1985, cuando Rooster Blues publicó So-Called Friends. Poco después, su salud se deterioró. Murió de insuficiencia renal en Chicago, el 1 de febrero de 1994, a la edad de 62 años.  

## Discografía

### Álbumes
- Chicago Blues Stars (Arhoolie Records, 1969)
- Funky From Chicago (BluesWay, 1973)
- Dream (MCM, 1977)
- Sweet Little Angel (Black &amp; Blue, 1978)
- Easy Blues (Lafayette Leak, 1978)
- Blues Show! Live At The Pit Inn (P-Vine, 1982; co-featuring Carey Bell)
- So-Called Friends (Rooster Blues, 1985)
- John Littlejohn's Blues Party (Wolf Records, 1989)
- When Your Best Friend Turns His Back On You (JSP Records, 1989)
- Dream (Storyville Records, 1995; recorded live in 1976)
- Sweet Little Angel (Black And Blue Records, 2006)

### Álbumes recopilatorios
- Slidin' (Chess Records, 1991, con Elmore James y Hound Dog Taylor)

### Sencillos
- "Kitty O" / "Johnny's Jive" (Margaret Records, 1966)
- "What In The World (You Gonna Do)" / "Can't Be Still" (Terrell Records, 1966)
- "Father Popcorn (just Got To Town)" (T-S-D Records, 1968, backed by "I Am Back Home" por Bo Dud y Johnny Twist)
- "29 Ways" / "I Need Lovin'" (T-S-D Records, 1968)
- "Dream/Catfish Blues" (Joliet Records, 1968)
- "Shake Your Moneymaker" (Love Records, 1970)
- "She's 19 Years Old" / "I Wanna Go Home" (Ace Records, 1975)
- "Poor Man's Blues" (Full Scope Records, 1980)
- "Bloody Tears" / "Just Got In Town" (Weis Records)